# Pseudonichomachus
Pseudonichomachus is een geslacht van wantsen uit de familie van de Miridae (Blindwantsen). Het geslacht werd voor het eerst wetenschappelijk beschreven door Schuh in 1974.

## Soorten
Het genus bevat de volgende soorten:

- Pseudonichomachus capeneri Schuh, 1974
- Pseudonichomachus mimeticus Schuh, 1974